# Oliver Askew
Oliver Askew, né le 12 décembre 1996 à Melbourne, est un pilote automobile américano-suédois, courant sous licence américaine. Il pilote en IndyCar Series en 2020. En 2022, il est titulaire en Championnat du monde de Formule E chez Andretti Autosport.

## Biographie
Oliver Askew naît à Melbourne en décembre 1996, et grandit à Jupiter : fils d'un père américain et d'une mère suédoise, il est ainsi bilingue et possède la double nationalité. Il est l'un des meilleurs amis du pilote Kyle Kirkwood, également originaire de Jupiter. Après des débuts en karting à l'âge de huit ans, Oliver Askew remporte la Team USA Scholarship et le Mazda Road to Indy Shootout en 2016, lui offrant une bourse de 200 000 dollars. L'année suivante, il s'engage en US F2000 National Championship et est directement sacré champion.
En 2018, il monte en Pro Mazda Championship, mais la saison se révèle plus compliquée : il doit attendre la dernière course pour remporter sa première victoire et s'assurer la troisième place au championnat.
En 2019, il signe avec Andretti Autosport, l'équipe championne en titre, en Indy Lights, antichambre de l'IndyCar Series. Il remporte notamment la victoire lors de l'épreuve-reine des Freedom 100, en lever de rideau des 500 miles d'Indianapolis, s'imposant sur la ligne pour moins d'un centième de seconde devant Ryan Norman. Avec sept victoires, Oliver Askew est sacré champion d'Indy Lights juste devant Rinus VeeKay, gagnant par la même occasion une bourse de 1,1 million de dollars.
En 2020, Oliver Askew signe pour la saison entière d'IndyCar Series, chez Arrow McLaren SP aux côtés de Patricio O'Ward,.

## Résultats en compétition automobile
| Saison | Championnat                               | Équipe                                                  | Courses | Victoires | Pole positions | Meilleurs tours | Podiums | Points | Classement |
| ------ | ----------------------------------------- | ------------------------------------------------------- | ------- | --------- | -------------- | --------------- | ------- | ------ | ---------- |
| 2015   | Formula Masters China                     | Absolute Racing                                         | 6       | 0         | 0              | 0               | 2       | 34     | 10e        |
| 2016   | Formula Ford 1600 - Walter Hayes Trophy   | pas d'écurie                                            | 1       | N/A       | N/A            | N/A             | 1       | N/A    | 2e         |
| 2017   | US F2000 National Championship            | Cape Motorsports                                        | 14      | 7         | 7              | 8               | 11      | 351    | Champion   |
| 2018   | Pro Mazda Championship                    | Cape Motorsports                                        | 16      | 1         | 3              | 2               | 5       | 303    | 3e         |
| 2019   | Indy Lights                               | Andretti Autosport                                      | 18      | 7         | 7              | 5               | 15      | 486    | Champion   |
| 2020   | IndyCar Series                            | Arrow McLaren SP                                        | 12      | 0         | 0              | 0               | 1       | 195    | 19e        |
| 2021   | IndyCar Series                            | Arrow McLaren SP Ed Carpenter Racing                    | 5       | 0         | 0              | 0               | 0       | 61     | 29e        |
| 2021   | WeatherTech SportsCar Championship - LMP3 | Riley Motorsports Forty7 Motorsports Andretti Autosport | 7       | 1         | 0              | 1               | 1       | 1744   | 6e         |
| 2022   | Formule E                                 | Avalanche Andretti                                      | 16      | 0         | 0              | 0               | 0       | 24     | 16e        |